# Corale
Il corale è una forma musicale, tipica degli inni religiosi e particolarmente diffusa nella Chiesa luterana, allorché fu deciso di tradurre i canti liturgici dal latino al tedesco poiché la maggioranza della popolazione non conosceva la lingua latina.
I corali hanno una melodia piuttosto semplice e sono abbastanza facili da cantare, in quanto le parti sono per lo più condotte in forma omofonica o omoritmica. Generalmente hanno le strofe in rima e la melodia si ripete strofa per strofa. La musica di alcuni corali veniva presa addirittura da melodie profane mentre, altre, furono scritte dallo stesso Martin Lutero.
Molte delle melodie per i corali sono derivate dal canto gregoriano, a volte con piccole modifiche, o adattate alle nuove parole. Un esempio in proposito è il famoso corale utilizzato da Johann Sebastian Bach nella sua Cantata BWV 4, Christ lag in Todesbanden, che usa la stessa musica, con parole diverse, della sequenza pasquale in uso presso la Chiesa Cattolica Victimae Paschali Laudes.
Sebbene i corali fossero in origine destinati al canto a cappella nelle chiese, diversi compositori arrangiarono e armonizzarono le melodie per più voci e con accompagnamento strumentale. Johann Sebastian Bach armonizzò molte melodie di corali per coro a quattro voci, composto da soprano, contralto, tenore e basso. Tali inni venivano anche utilizzati nelle cantate, passioni ed altre opere, assieme ad arie, recitativi, cori e altre forme musicali. I corali bachiani sono 389 e per nessuno di questi il compositore tedesco ha utilizzato una melodia originale. Bach utilizzò di frequente le melodie dei corali all'interno di opere più vaste, intrecciandoli tra loro e spesso utilizzandoli nel tessuto contrappuntistico accanto ad altri temi.
Un altro uso della musica dei corali nella musica classica è quello di preludio corale, un brano generalmente per organo realizzato per essere suonato prima di un corale, come un'introduzione. Un preludio al corale generalmente include la melodia del corale, a volte rendendola il tema di un piccolo insieme di variazioni, spesso trattando il tema stesso come una sorta di cantus firmus al quale altre linee di contrappunto si aggiungono man mano. Uno dei primi compositori a scrivere preludi ai corali è stato Dietrich Buxtehude. Anche Bach scrisse molti preludi ai corali, che costituiscono probabilmente i migliori esempi del genere. Compositori più recenti che hanno scritto delle opere utilizzando questa forma comprendono Johannes Brahms e Max Reger.